# Châtillon, Valais
Châtillon är en bergstopp i Schweiz. Den ligger i distriktet Martigny och kantonen Valais, i den sydvästra delen av landet, 90 km söder om huvudstaden Bern. Toppen på Châtillon är 2 242 meter över havet.